# Mops bemmeleni
Mops bemmeleni is een zoogdier uit de familie van de bulvleermuizen (Molossidae). De wetenschappelijke naam van de soort werd voor het eerst geldig gepubliceerd door Jentink in 1879.